# Comunitatea Evreiască din Viena

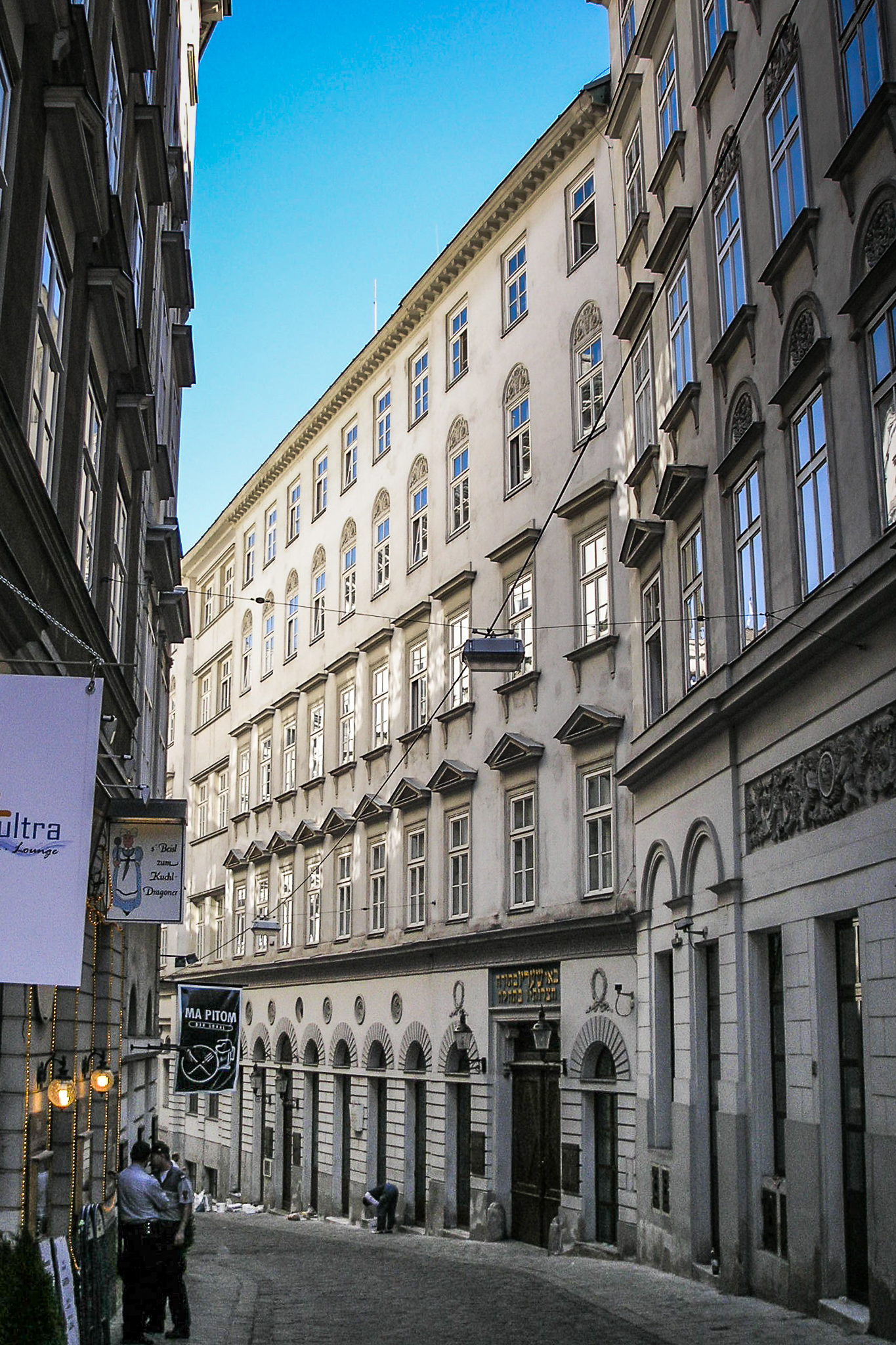
Clădirea principală a IKG din Seitenstettengasse

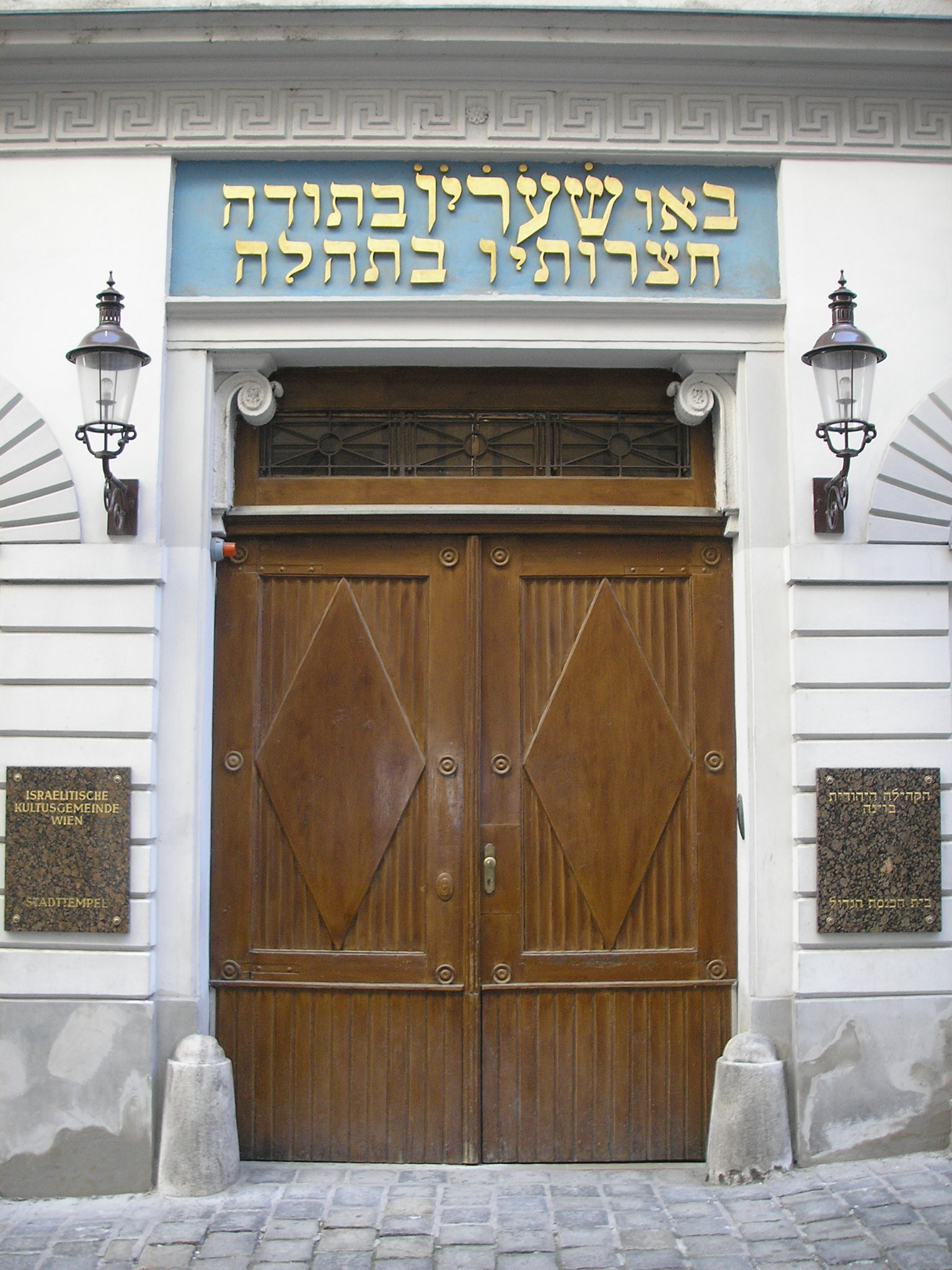
Intrarea principală

Comunitatea Evreiască din Viena (în germană Israelitische Kultusgemeinde Wien, acronim IKG) este organizația care reprezintă comunitatea evreiască ortodoxă din Viena. Astăzi, IKG are aproximativ 10.000 de membri. De-a lungul istoriei, a reprezentat aproape toți evreii din Austria, al căror număr este suficient pentru a forma comunități doar în câteva alte orașe din țară.

## Organizare
IKG oferă membrilor săi o gamă largă de servicii în domeniul social, religios și educațional. Publică un ziar oficial, Die Gemeinde, de două ori pe lună. Punctul de contact pentru victimele evreiești ale persecuțiilor național-socialiste din și dinspre Austria (cum ar fi victimele Holocaustului) oferă sprijin și consiliere persoanelor afectate și familiilor acestora în ceea ce privește reparațiile și compensațiile. Actualul președinte al IKG este Oskar Deutsch⁠(d), aflat în funcție din 2012. Jaron Engelmayer⁠(d) a fost numit rabin-șef al Vienei în august 2020.

## Istorie
Istoria populației evreiești din Viena datează încă din perioada Imperiului Roman, însă pentru mult timp, evreilor din Viena li s-a interzis să formeze o organizație care să îi reprezinte, din cauza discriminării legale și sociale. Această situație a început să se schimbe abia odată cu Edictul de Toleranță din 1782⁠(d) emis de împăratul Iosif al II-lea.
Emanciparea populației evreiești din Viena a început în anul 1848. Într-un discurs rostit la 3 aprilie 1849, tânărul împărat Franz Iozef I a folosit pentru prima dată denumirea de Comunitatea Israelită din Viena; trei ani mai târziu, a fost adoptată o constituție provizorie pentru comunitate, motiv pentru care anul 1852 este considerat anul fondării oficiale a Kultusgemeinde-ului din Viena. Sediul comunității a fost stabilit în Stadttempel, pe Seitenstettengasse.
Comunitatea evreiască din Viena număra aproximativ 185.000 de membri în momentul Anschluss-ului Austriei la al Treilea Reich, în 1938. În acel an, naziștii au desființat IKG. Aceasta a fost redeschisă în mai 1938 sub denumirea de Comunitatea Evreiască din Viena, având rolul de organizație intermediară între naziști și populația evreiască din Viena. Organismul a fost forțat, de asemenea, să organizeze emigrarea, iar mai târziu deportarea evreilor vienezi, pentru Oficiul Central pentru Emigrarea Evreilor⁠(d). Din 1945, denumirea Israelitische Kultusgemeinde Wien este din nou folosită.
La 29 august 1981, sinagoga din Seitenstettengasse a fost ținta unui atac terorist cu grenade de mână și arme de foc. Două persoane au fost ucise, iar alte 21 au fost rănite în urma atacului. Acesta este atribuit organizației extremiste palestiniene Abu Nidal. De atunci, la intrarea în sinagogă au fost instituite măsuri stricte de securitate, iar strada Seitenstettengasse este păzită de poliție.
În ianuarie 2022 a fost lansată o campanie internațională care îi cerea președintelui IKG, Oskar Deutsch, să intervină în cazul lui Beth Alexander, care fusese privată de accesul la gemenii ei în urma unei dispute de custodie soluționate în instanțele austriece cu câțiva ani înainte.

## Președinții IKG din 1853
- Leopold Edler von Wertheimstein (1853−1863)
- Josef Ritter von Wertheimer (1864−1867)
- Jonas Freiherr von Königswarter (1868−1871)
- Ignaz Kuranda (1872−1884)
- Moritz Ritter von Borkenau (1884−1885)
- Arminio Cohn (1886−1890)
- Wilhelm Ritter von Gutmann (1891-1892)
- 1893 − 1896 post vacant
- Gustav Simon (1896−1897)
- Heinrich Klinger (1897-1903)
- Alfred Stern (1904−1918)
- Alois Pick (1920−1932, alegeri noi, prima utilizare a votului proporțional)
- Desider Friedmann (ucis în lagărul de concentrare de la Auschwitz din 1933)
- David Brill (1946−1948)
- Kurt Heitler (septembrie 1950 - mai 1951)
- David Shapira (1948−1952)
- Emil Maurer (1952−1963)
- Ernst Feldsberg (1963−1970)
- Anton Pick (1970−1981)
- Ivan Hacker (1982−1987)
- Paul Grosz (1987−1998)
- Ariel Muzicant (1998−2012)
- Oskar Deutsch (din 2012)

## Rabinii IKG din 1824
- Isaac Noah Mannheimer (1824−1865)
- Adolf Jellinek (1865−1893)
- Moritz Güdemann (1894−1918)
- Zwi Perez Chajes (1918−1927)
- David Feuchtwang - Rabin-șef (1933-1936)
- Israel Taglicht – rabin-șef interimar (1936)
- Isidor Öhler – Predicator în Stadttempel (1946)
- Akiba Eisenberg – Rabin șef (1948−1983)
- Paul Chaim Eisenberg [de] – Rabin-șef (1983–2016)
- Arie Folger [de] – Rabin-șef

### Cantorate
- Shmuel Barzilai, cantor șef
- Salman Klahr, până în 1938

## Arhiva IKG
Arhiva IKG este singura arhivă a unei comunități evreiești cunoscută ca fiind păstrată integral, de la înființarea comunității până după cel de-al Doilea Război Mondial, fiind astfel una dintre cele mai importante arhive din spațiul de limbă germană. Aceasta conține procese-verbale ale ședințelor, decrete, protocoale, rapoarte, scrisori, documente privind emigrarea și finanțele, liste ale persoanelor deportate, registre, cărți, fotografii, planuri și afișe care atestă istoria IKG și a membrilor săi. Cele mai vechi documente datează din secolul al XVI-lea. Arhiva există din anul 1816 și a devenit din ce în ce mai profesionist organizată începând cu mijlocul secolului al XIX-lea.
Indexurile și dosarele întocmite între anii 1938 și 1945 au stat la baza gestionării de către regimul nazist a emigrării și deportării evreilor. Astăzi, aceste documente constituie o mărturie a sorții evreilor exilați și uciși și sunt utilizate pentru susținerea cererilor de restituire și despăgubire ale supraviețuitorilor.
În 1995 au fost descoperite dovezi de arhivă privind masacrul de la Deutsch Schützen din 1945, ceea ce a dus la inițierea unei urmăriri penale în anul 2009.